# موزه کالسکه (مصر)
موزه کالسکه سلطنتی (عربی: متحف المرکبات الملکیة) در ارگ در قاهره، مصر، روبروی مسجد سلیمان پاشا واقع شده است. این موزه در سال ۱۹۸۳ افتتاح شد، سپس در سال ۲۰۱۳ پس از بازسازی، مجدداً افتتاح شد. بازسازی بیشتر موزه از سال ۲۰۱۷ آغاز شده و دوباره در سال ۲۰۲۱ بازگشایی گردید. این موزه مجموعه‌ای از کالسکه‌های سلطنتی منحصربه‌فرد منسوب به دوره‌های تاریخی مختلف، از زمان سلطنت خدیو اسماعیل تا سلطنت شاه فاروق، به‌علاوه مجموعه‌ای دیگر از عتیقه‌های منحصر به فرد مربوط به اجزاء کالسکه‌ها را در خود جای داده است.